# Hira
Hira er det sted, hvor Muhammed ifølge Islam fik åbenbaring fra Gud gennem englen Gabriel. Den ligger omkring 3 km fra Mekka.
| Religion | Spire Denne religionsartikel er en spire som bør udbygges. Du er velkommen til at hjælpe Wikipedia ved at udvide den. |

21°27′27″N 39°51′34″Ø / 21.457555555556°N 39.859416666667°Ø